# Cyklistická trasa 3
Cyklistická trasa 3 je cyklistická trasa Klubu českých turistů I. třídy vedená mezi Prahou, Plzní a Ovčím vrchem u České Kubice na hranicích s Německem. Dále na ni navazuje cyklostezka do Řezna, proto se někdy vyskytuje označení Bavorská. Je součástí evropské délkové trasy Eurovelo 4 a mezi Plzní a Prahou i Panevropské cyklostezky. Délka trasy je 185 km, celá trasa Praha – Plzeň – Řezno 305 km.
Trasa začíná u Černošické lávky, kde navazuje na pražskou levobřežní páteřní trasu A 1. Dále vede přes Hořovice, podél Klabavy přes Rokycany k vodní nádrži Ejpovice. Odtud souběžně s Ejpovickým tunelem do Plzně. Z Plzně pokračuje podél Radbuzy přes Dobřany a Stod, pak z Horšovského Týna přes Domažlice. Poslední úsek vede podél Zubřiny do Babylonu a po okraji Českého lesa přes Dolní Folmavu na hraniční přechod Ovčí vrch/Hochstrasse u bavorského města Furth im Wald.